# 稽古屋
『稽古屋』（けいこや）は古典落語の演目。上方、東京とも同じ題である。ただし別題として『歌火事』（うたかじ）がある。なお、同じ演題で内容の異なる2種類の別話があり、それらについては節を改めて説明する。
稽古屋（歌舞音曲の芸事を教える場所）に通う男が、屋根の上で唄の練習をしていたところ、歌詞の内容から通行人に火事に間違えられるという内容。元は上方の噺で、明治後期に上方落語家が東京に持ち込んだとされる。

## あらすじ
※以下、東大落語会編『落語事典 増補』の内容に準拠する。
稽古屋で唄を習う若い男は、帰宅しても夜に屋根の上で熱心に練習していた。ある風の強い夜に「焼けたつ…」と大声で歌ったところ、近くを通りがかった人が「火事はどこですか」と口にした。若い男は「海山超えて」と歌詞を続けると通行人は「そんなに遠ければ安心」。

## 別話 (1)
喜六が色事をするためには芸事の一つも身につける必要があると言われて稽古屋に出向くが、待っている間はまじめに聞く姿勢がなく、いざ自分の番になって何がやりたいか（踊りか唄か）と問われて「色事のできるやつ」と答え、先生から「色は指南（思案）の外なのでできない」と断られる、という内容。
稽古の場面で、はめもの（下座音楽）が多く使われる演目である。
東大落語会編『落語事典 増補』では「上方だけのもので、東京ではやらない」とするが、前田勇『上方落語の歴史 増補改訂版』は東京に移植されたとする。

## 別話 (2)
別題は『稽古所』。
清元節の師匠に通っている男が「喜撰」の「せじでまるめて…」を教わっても覚えられず途中から「からくりぶし」になってしまい、また鳶頭が「権上」を習って歌うと木遣になってしまう、といった内容で特に落ち（サゲ）はない噺である。こちらも前の別話と同様、音曲が多く使われる。